# Unser Bataillonskommandeur
Unser Bataillonskommandeur (russisch Наш комбат / Nasch kombat) ist eine Erzählung des russischen Schriftstellers Daniil Granin, die 1968 im Heft 4 der Petrosawodsker Literaturzeitschrift Север (Sewer – Der Norden) erschien. 1970 brachte Volk und Welt in Berlin die deutsche Übersetzung von Thomas Reschke heraus.
Die Helden-Story – Bild des besten aller Bataillonskommandeure, gescheit und furchtlos wie Tschapaj – geht als Rekonstruktion der Wahrheit daneben. Viele Jungs hat der Kommandeur sinnlos ins Grab geschickt. So bleibt dem Erzähler nur ein Resümee: Der Angriff war schlecht vorbereitet. „Unser Mut erwies sich als Dummheit.“

## Inhalt
Im Winter auf das Jahr 1942 hatte jenes Bataillon der Roten Armee, das im Text nicht näher benannt wird, den Deutschen bei Pulkowo auf einem Frontabschnitt von viereinhalb Kilometer mit 147 Mann den Zugang nach Leningrad versperrt. Der Bataillonskommandeur macht Jahrzehnte später mit drei seiner damaligen Soldaten – darunter dem Ich-Erzähler – eine Ortsbegehung. Gezeichnet sind die Kriegsteilnehmer alle. Irgendetwas hat jeder abbekommen. Der eine wurde zweimal in dasselbe Bein getroffen und der andere hat einen Kopfschuss überlebt. Den Angehörigen hängt das Kranksein der Veteranen, dieser Außenseiter, zum Halse heraus. Bei alledem lässt das Erlebnis Krieg das Häuflein der vier „Ausflügler“ zur Sternwarte nicht los.
Mehrmals hatte der Kommandeur in den Jahren zuvor „seinen“ Frontabschnitt inspiziert. Als Vaterfigur genießt der Bataillonskommandeur bei den ihn begleitenden Veteranen uneingeschränkte Hochachtung. Oftmals schon hatten alle Teilnehmer der kleinen Expedition am Tag des Sieges ihr Heldentum anno 1941/42 vor den Leningradern selbstbeweihräuchert. Nun öffnet ihnen ihr damaliger Kommandeur die Augen. Augenscheinlich waren die Opfer beim Sturmangriff auf die deutschen Stellungen weitgehend vermeidbar gewesen, wenn der Umweg über eine abseitige Schlucht in eine angreifbare Stellung des Gegners gewählt worden wäre. Jedoch die Russen waren frontal „in das gezielte MPi-Feuer“ der Deutschen gelaufen. Aus ist es mit der heldischen Vergangenheit. Denn die angenommenen MG-Bunker mit Stahlbetonkuppeln hatten gar nicht existiert. Die drei Soldaten wollen die späte Selbstbezichtigung ihres hochverehrten Kommandeurs, der da klagt „… das war Leichtsinn... achtzehn Gefallene, dreißig Verwundete“ nicht hören. Und trotzdem, als sie nach dem kleinen Ausflug mit ihren Frauen wieder auf dem Newski flanieren, pfeifen „beunruhigend Kugeln oben in den Wipfeln“. Auch ein Vierteljahrhundert später lässt sich das Erlebnis Blockade nicht abschütteln. Da wurden seinerzeit MG-Schlösser bei klirrendem Frost am Körper warmgehalten. „An dem gefrorenem Schloß haftete die Haut.“ Und ein Kamerad hatte einen Bauchschuss...

## Deutschsprachige Erstausgabe
- Daniil Granin: Unser Bataillonskommandeur. S. 5–85 In: Unser Bataillonskommandeur. Der Platz für das Denkmal. Zwei Novellen. Volk und Welt. Reihe Spektrum 27. Berlin 1970, 146 Seiten (verwendete Ausgabe)